# Honorowi obywatele Legnicy
Tytuł Honorowego Obywatela Legnicy nadaje Rada Miejska Legnicy na wniosek uprawnionych organów, rozpatrując wysoki poziom moralny kandydatów oraz ich szczególne osiągnięcia.

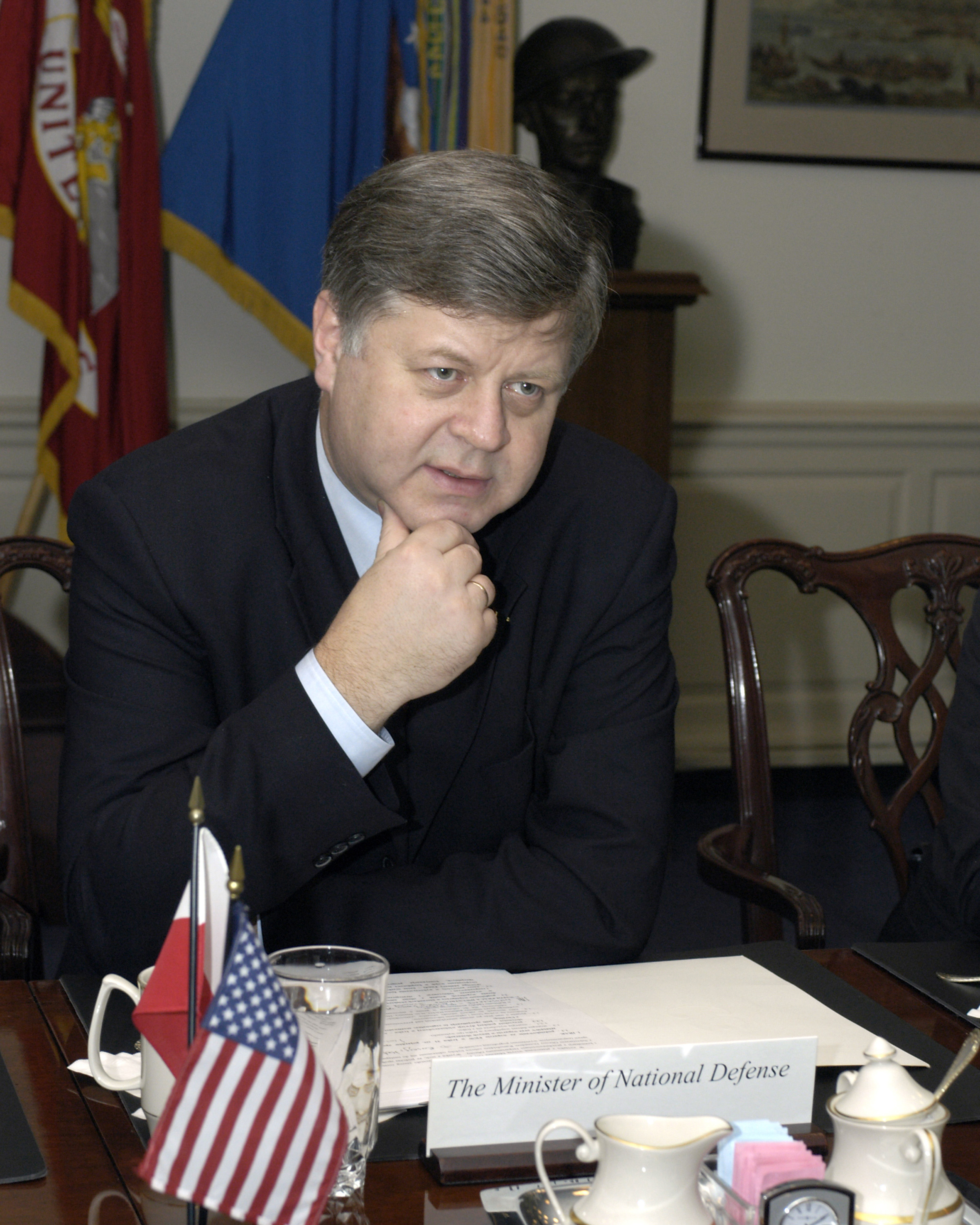
Jerzy Szmajdziński – Honorowy Obywatel z 2011

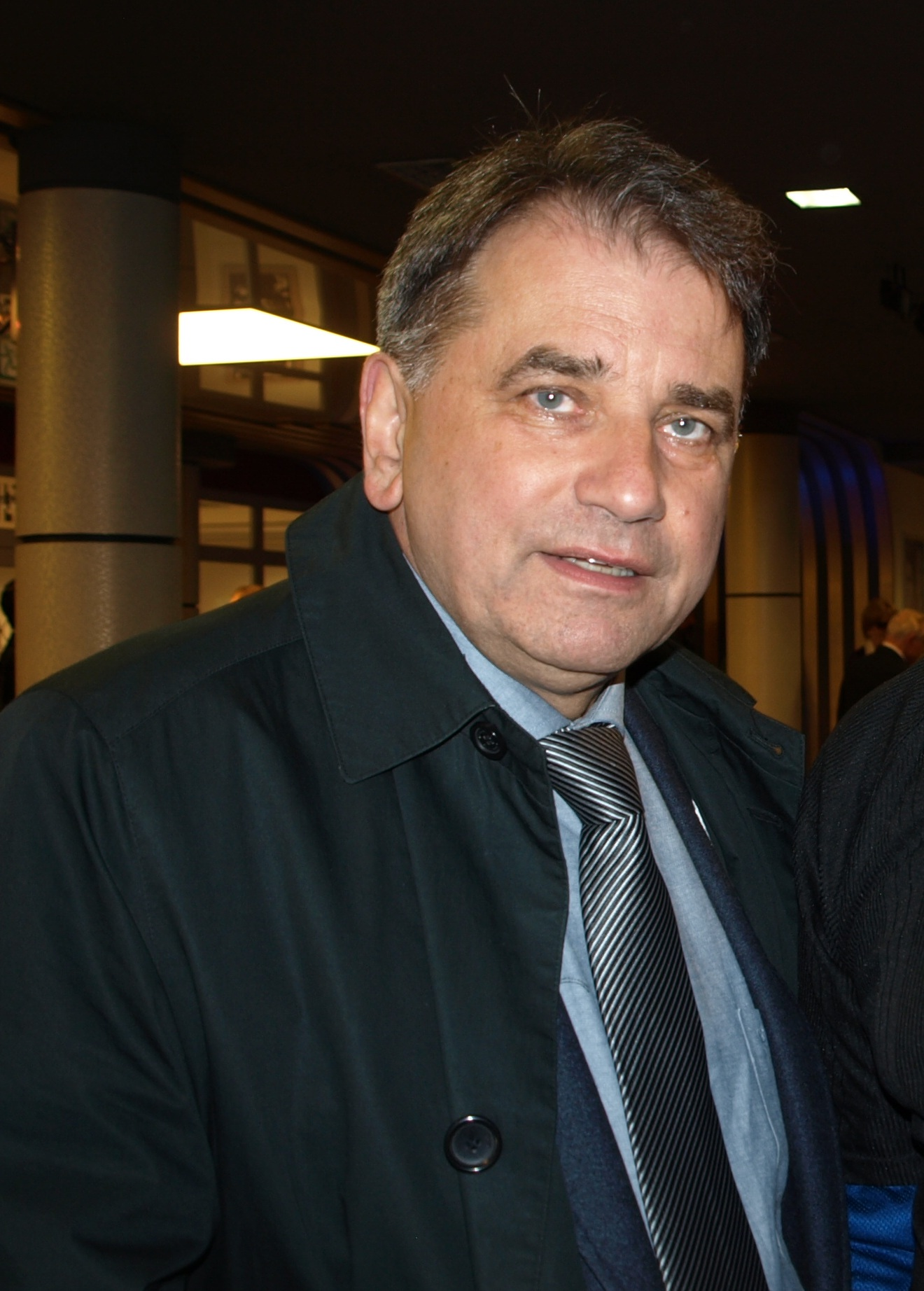
Waldemar Krzystek – Honorowy Obywatel z 2018

## Tytuły nadane w III RP
| Honorowy Obywatel:    | Rok nadania: | Krótka sylwetka: |
| --------------------- | ------------ | --- |
| Tadeusz Gumiński      | 1993         | Działacz społeczny |
| Stanisław Misiek      | 1996         | Powstaniec Wielkopolski |
| Jan Paweł II          | 1997         | Papież |
| Tadeusz Myśliwiec     | 2000         | Zasłużony urzędnik, były wiceprezydent miasta tytuł nadany pośmiertnie                                                                                           |
| bp Tadeusz Rybak      | 2003         | Biskup legnicki |
| ks. Władysław Bochnak | 2004         | Proboszcz Parafii Katedralnej |
| Ryszard Kaczorowski   | 2005         | Ostatni prezydent RP na uchodźstwie |
| Stanisław Dąbrowski   | 2006         | Pierwszy rektor Państwowej Wyższej Szkoły Zawodowej |
| Luba Jarzębiak        | 2006         | Pierwsza anestezjolog w mieście |
| Józef Wojciechowski   | 2008         | Kombatant, były więzień łagrów |
| bp Stefan Cichy       | 2009         | Biskup legnicki |
| ks. Władysław Jóźków  | 2010         | Proboszcz legnickiej parafii pw. Świętej Trójcy (1976–2008) |
| Kazimierz Pleśniak    | 2010         | Prezes legnickiego oddziału Towarzystwa Przyjaciół Dzieci |
| Jerzy Szmajdziński    | 2011         | Wicemarszałek Sejmu VI kadencji, minister obrony narodowej w latach 2001–2005 tytuł nadany pośmiertnie                                                           |
| Marek Kozłowski       | 2011         | Przewodniczący Rady Miejskiej Legnicy w latach 1990–1994 tytuł nadany pośmiertnie                                                                                |
| Czesław Kozak         | 2013         | Przewodniczący Rady Miejskiej Legnicy w l. 2002–2006 tytuł nadany pośmiertnie                                                                                    |
| Wacław Makowski       | 2014         | Dyrektor Zespołu Szkół Budowlanych w Legnicy w l. 1966–1997 tytuł nadany pośmiertnie                                                                             |
| Henryk Karliński      | 2016         | Dyrygent i animator kultury, twórca chóru kameralnego „Madrygał”, inicjator Ogólnopolskiego Turnieju Chórów „Legnica Cantat" tytuł nadany pośmiertnie            |
| Waldemar Krzystek     | 2018         | Reżyser i scenarzysta filmowy |
| Wojciech Kowalik      | 2019         | Lekarz, twórca oddziału neonatologicznego w Wojewódzkim Szpitalu Specjalistycznym w Legnicy, certyfikowany lekarz PZPN, lekarz pierwszego zespołu Miedzi Legnica |
| ks. Jan Mateusz Gacek | 2020         | Proboszcz legnickiej parafii pw. Najświętszego Serca Pana Jezusa (1990-nadal)                                                                                    |
| Stanisław Obertaniec  | 2021         | Działacz opozycji antykomunistycznej, senator, dziennikarz i radiowiec                                                                                           |
| Władysław Dybowski    | 2022         | Prawnik, rotmistrz kawalerii Wojska Polskiego, były wiceprezydent Legnicy                                                                                        |
| Andrzej Dadełło       | 2024         | Właściciel i Przewodniczący Rady Nadzorczej MKS Miedź Legnica SA                                                                                                 |
| Edward Wiśniewski     | 2024         | Przewodnik turystyczny, popularyzator ziemi legnickiej |
| Jacek Głomb           | 2025         | Dyrektor Teatru im. Heleny Modrzejewskiej |
| Zbigniew Grochowski   | 2025         | Fotograf Powstania Warszawskiego, pedagog, legniczanin |